# Лавер Георгій Михайлович
Георгій Михайлович Лавер (7 березня 1923, с. Зняцьово, сучасний Мукачівський район, Закарпатська область — 16 серпня 2017, Ужгород) — радянський футболіст. Правий захисник, півзахисник, виступав за СК «Русь» (Ужгород), «Спартак» (Ужгород), «Динамо» (Київ) та «Динамо» (Мінськ).
Перший представник численної групи закарпатських футболістів, що поповнила «Динамо» (Київ) у після воєнні роки. Член комісії з етики та чесної гри Федерації футболу Закарпаття.

## Кар'єра
У футбол почав грати в команді гімназії м. Мукачеве (теперішня ЗОШ № 1 ім. Олександра Пушкіна). Чемпіон Угорщини серед команд навчальних закладів (володар Кубка Сент-Ласло, тобто «Святого Василя»).
У 1943—1945 роки грав за СК «Русь» (Ужгород). 1945 року виступав за збірну м. Мукачево, упродовж 1946—1948 років — у «Спартаку» (Ужгород).
У 1948—1951 роках виступав за «Динамо» (Київ), а в сезоні 1952 року за іншу команду класу «А» — «Динамо» (Мінськ).
У 1953—1954 роках знову грав у складі «Спартака» (Ужгород).
У класі «А» чемпіонату СРСР провів 80 ігор (69 у складі киян і 11 у складі мінчан). Здобув титул чемпіона УРСР серед колективів фізкультури 1946 зі «Спартаком» (Ужгород). Чемпіон СРСР серед дублюючих складів 1949 року у складі «Динамо» (Київ).
Закінчив історичний факультет Київського державного університету (1951).

### Життя після футболу
Одружений з киянкою Тетяною, з якої познайомився під час виступів за київське «Динамо».
Після завершення футбольної кар'єри волею обставин повернувся до педагогічної діяльності. Працював учителем історії в школах Ужгорода, був завучем шкіл-інтернатів №1 і №2, директором школи-інтернату №2. 
З 2002 року — на пенсії.
Помер в Ужгороді 16 серпня 2017 року.